# Ключ 17
Ключ 17 (трад. и упр. 凵) — ключ Канси со значением «открытая коробка»; один из 34, состоящих из двух штрихов.
В словаре Канси всего 11 символов (из 49 030), которые можно найти c этим радикалом.

## История

Вид в Цзягувэнь
Вид в Цзяньду
Вид в большой печати Чжуаньшу
Вид в малой печати Чжуаньшу

Древняя идеограмма «рот 口» послужила прообразом ещё одному иероглифу-ключу, который выглядит несколько иначе и имеет значение «открытая коробка» или «открытый рот».
Данный ключ не используется в собственном значении, только в составе сложных иероглифов. В сочетании, принимает такие значения, как «открытый рот», «коробка», «рама», «дыра», «сосуд», «вместилище, посудина, яма».
Например:
- 凶 — плохой, неблагоприятный;
- 出 — выйти, отправить;
- 函 — коробка.

Также ключ является составной частью упрощенных иероглифов 击 «бить» и 画 «рисовать» без какой-либо исторической связи с ключом.
А вот иероглиф 幽 «глубокий, темный» происходит от ключа 46 «Гора» 山, а не от ключа 17.
Так же как и аналогичные ключи 22 匚 и 13 冂, название ключа 17 凵 просто описывает его форму «нижняя трехсторонняя рамка» (кит. 下三框, пиньинь xià sān kuāng).
В качестве ключевого знака иероглиф малоупотребителен.
В словарях находится под номером 17.

## Значения
1. Открытая коробка
2. Открытый рот
3. Вместилище, посудина, яма
4. Нижняя трехсторонняя рамка

## Варианты прочтения
- кит. 凵, пиньинь kǎn, кхан.
- яп. かんにょう, kan niyou, каннё;
- яп. こん, ukebako, укебако;
- яп. こむ, kon, кон;
- яп. かん, komu, комы;
- яп. みゃく, kan, кан;
- яп. わかんむり, kamu, камы;
- кор. 입벌릴 ip beolril, ып бёльрыль?, 감 gam, гам?.

## Примеры иероглифов
| Доп. штрихи | Иероглифы      |
| ----------- | -------------- |
| 0           | 凵             |
| 2           | 凶 𠙶          |
| 3           | 凷 凸 凹 出 击 |
| 4           | 㓙 凼          |
| 6           | 函             |
| 7           | 凾 𠚐          |
| 10          | 凿             |
| 22          | 𠚢             |

- Примечание: Ваш браузер может отображать иероглифы неправильно.